# Kerrouchen
Kerrouchen (en arabe : كروشن) est une ville du Maroc. Elle est située dans la région de Béni Mellal-Khénifra. Au cœur des montagnes du Moyen Atlas, à 62 kilomètres de Khénifra et à 140 kilomètres de Meknès, son altitude moyenne est de 1 400 mètres.

### Sources
- (en) Kerrouchen sur le site de Falling Rain Genomics, Inc.